# The Pretender: Island of the Haunted
The Pretender: Island of the Haunted is een Amerikaanse televisiefilm uit 2001, geregisseerd door Frederick King Keller. De hoofdrollen worden vertolkt door Michael T. Weiss, Andrea Parker en Patrick Bauchau. Het is het vervolg op de televisiefilm The Pretender 2001. De film is gebaseerd op de televisieserie The Pretender

## Rolbezetting
| Acteur            | Personage             | Opmerkingen        |
| ----------------- | --------------------- | ------------------ |
| Michael T. Weiss  | Jarod                 |                    |
| Andrea Parker     | Miss Parker           |                    |
| Patrick Bauchau   | Sydney                |                    |
| Jon Gries         | Broots                |                    |
| Harve Presnell    | Mr. Parker            |                    |
| Richard Marcus    | William Raines        |                    |
| James Denton      | Mr. Lyle              |                    |
| Paul Dillon       | Angelo                |                    |
| Diana Leblanc     | Ocee                  |                    |
| John Bourgeois    | Broeder Menenicus     |                    |
| Jack Langedijk    | Broeder Rinaldus      |                    |
| Julian Richings   | Broeder Clote         |                    |
| Dean McKenzie     | Veger                 |                    |
| Chloe Randle-Reis | Crypthouder's Dochter |                    |
| Sam Ayers         | Sam de Veger          | niet op aftiteling |
| Glenn Bang        | Mr. Parker's Dokter   | niet op aftiteling |
| Neil Crone        | Owner                 | niet op aftiteling |
| Kim Myers         | Jarod's Moeder        | niet op aftiteling |
| Frank McAnulty    | Broeder Theo          | niet op aftiteling |
| Conrad Coates     | Adama                 | niet op aftiteling |